# WTA Tour Championships 2013
Il WTA Tour Championships 2013 è stato un torneo di tennis femminile (conosciuto anche come Sony Ericsson Championships) che si è giocato ad Istanbul, in Turchia dal 21 al 27 ottobre. Il torneo si è tenuto al Sinan Erdem Dome. Il Masters femminile, dotato di un montepremi di 6.000.000 dollari, ha visto in campo le migliori otto giocatrici di singolare della stagione, divise in due gironi (con la formula del round robin).

## Qualificate

### Singolare
| Ranking | Giocatrice          | Punti  | Tornei | Data qualificazione |
| ------- | ------------------- | ------ | ------ | ------------------- |
| 1       | Serena Williams     | 12 040 | 16     | 5 agosto            |
| 2       | Viktoryja Azaranka  | 7 676  | 15     | 24 agosto           |
| 3       | Agnieszka Radwańska | 5 890  | 20     | 23 settembre        |
| 4       | Na Li               | 5 120  | 17     | 27 settembre        |
| 5       | Petra Kvitová       | 4 370  | 22     | 7 ottobre           |
| 6       | Sara Errani         | 4 190  | 21     | 7 ottobre           |
| 7       | Jelena Janković     | 3 860  | 19     | 7 ottobre           |
| 8       | Angelique Kerber    | 3 715  | 22     | 11 ottobre          |

Il 5 agosto si qualifica la prima tennista, Serena Williams grazie alla vittoria della Rogers Cup.
Venti giorni dopo la segue Viktoryja Azaranka
A settembre è il turno di Agnieszka Radwańska e Na Li oltre a Marija Šarapova che tuttavia dovrà rinunciare per infortunio.
Petra Kvitová, Sara Errani e Jelena Janković si aggiungono al gruppo il 7 ottobre e la settimana successiva è Angelique Kerber a completare le qualificazioni.

### Doppio
| Ranking | Giocatrici                       | Punti | Tornei | Data qualificazione |
| ------- | -------------------------------- | ----- | ------ | ------------------- |
| 1       | Sara Errani Roberta Vinci        | 7 390 | 13     | 23 settembre        |
| 2       | Peng Shuai Hsieh Su-wei          | 6 455 | 11     | 4 ottobre           |
| 3       | Katarina Srebotnik Nadia Petrova | 6 155 | 12     | 4 ottobre           |
| 4       | Elena Vesnina Ekaterina Makarova | 5 971 | 10     | 4 ottobre           |

Il 23 settembre Sara Errani e Roberta Vinci sono la prima coppia a qualificarsi per il torneo di fine anno.
Le altre tre coppie si aggiungono insieme il 4 ottobre.

## Gruppi
Nel gruppo rosso sono state inserite Serena Williams, Agnieszka Radwańska, Petra Kvitová e Angelique Kerber. Nel gruppo bianco si affrontano invece Viktoryja Azaranka, Na Li, Sara Errani e Jelena Janković.

## Testa a testa
|   |                     | Williams | Azaranka | Radwańska | Li  | Kvitová | Errani | Janković | Kerber | Totale* |
| 1 | Serena Williams     |          | 13–3     | 7–0       | 9–1 | 4–0     | 6–0    | 7–4      | 2–1    | 48–9    |
| 2 | Viktoryja Azaranka  | 3–13     |          | 12–3      | 6–4 | 2–4     | 6–1    | 5–3      | 3–0    | 37–28   |
| 3 | Agnieszka Radwańska | 0–7      | 3–12     |           | 5–6 | 1–4     | 7–2    | 4–1      | 5–3    | 25–35   |
| 4 | Li Na               | 1–9      | 4–6      | 6–5       |     | 3–3     | 5–0    | 5–4      | 7–1    | 31–28   |
| 5 | Petra Kvitová       | 0–4      | 4–2      | 4–1       | 3–3 |         | 6–0    | 2–1      | 2–2    | 21–13   |
| 6 | Sara Errani         | 0–6      | 1–6      | 2–7       | 0–5 | 0–6     |        | 0–1      | 2–1    | 5–32    |
| 7 | Jelena Janković     | 4–7      | 3–5      | 1–4       | 4–5 | 1–2     | 1–0    |          | 0–1    | 14–24   |
| 8 | Angelique Kerber    | 1–2      | 0–3      | 3–5       | 1–7 | 2–2     | 1–2    | 1–0      |        | 9–21    |

* aggiornato al 20 ottobre 2013

## Montepremi e punti
Il montepremi totale per il torneo è di 6.0 milioni di dollari americani.
| Turno                    | Singolare   | Doppio1  | Punti 3 |
| ------------------------ | ----------- | -------- | ------- |
| Campionessa              | +$1 590 000 | $460 000 | +810    |
| Finalista                | +$535 000   | $230 000 | +360    |
| Semifinalista            | +$36 000    | $115 000 | -       |
| Round Robin (3 vittorie) | $555 000    | -        | 690     |
| Round Robin (2 vittorie) | $415 000    | –        | 530     |
| Round Robin (1 vittoria) | $275 000    | –        | 370     |
| Round Robin (0 vittorie) | $135 000    | –        | 210     |
| Alternates               | $50 000     | –        |         |

- 1 Montepremi per tutta la squadra.
- 2 Montepremi per le semifinaliste del doppio
- 3 per ogni partita giocata nel round robin una giocatrice ottiene 70 punti automaticamente, e per ogni girone vinto ottiene 160 punti aggiunti

## Campioni

### Singolare
Serena Williams ha sconfitto in finale  Li Na per 2-6, 6-3, 6-0.
- È il cinquantasettesimo titolo in carriera per la Williams, l'undicesimo del 2013 e il quarto Masters in carriera

### Doppio
Peng Shuai /  Hsieh Su-wei hanno sconfitto in finale  Elena Vesnina /  Ekaterina Makarova per 6-4, 7-5.